# Marfisa d'Este
Marfisa d'Este (Ferrara, ca. 1554 – Ferrara, 13 de agosto de 1608) era uma nobre italiana pertencente à Casa de Este que, na altura, governava o Ducado de Ferrara e o Ducado de Módena e Reggio.
Era filha de Francisco d'Este e de uma sua amante. Os seus avós paternos eram os duques de Ferrara Afonso I d'Este e Lucrécia Bórgia. Foi reconhecida, conjuntamente com a sua irmã Bradamante (nascida em 1559), quer pelo Papa Gregório XIII, quer pelo seu primo Afonso II d'Este

## Biografia
Marfisa era amante das artes e da cultura, tendo protegido Torquato Tasso.
A 5 de maio de 1578 casou com o primo Alfonsino de Montecchio, filho de Afonso d'Este, Marquês de Montecchio, que morre três meses após o matrimónio. 
Quase dois anos depois, a 30 de janeiro de 1580, celebrou-se o casamento com Alderano Cybo-Malaspina, príncipe herdeiro do Ducado de Massa e Carrara.
O pai, Francisco, mandou construir, a partir de 1559, um palácio que, em 1578, passou em herança para Marfisa; o edifício é hoje conhecido como Palazzina di Marfisa d'Este. Com a morte da princesa Marfisa, ocorrida em 1608, o palacete vai sendo lentamente abandonado.
Com a mote do pai, Marfisa herdou todos os edifícios de "San Silvestro" conjuntamente com o Palazzo Schifanoia. 
Com a devolução do ducado de Ferrara aos estados da Igreja, em 1598, Marfisa recusou seguir a família para Módena, permanecendo a viver em Ferrara conjuntamente com o marido no palacete herdado do pai.
Morre poucos dias antes de 16 de agosto de 1608 em Ferrara, como indica o aviso de 16/08/1608 dell'Urb.Lat. 1073, c. 632 r., sendo sepultada na Igreja de Santa Maria da Consolação (Chiesa di Santa Maria della Consolazione), em Ferrara.

## Casamentos e descendência
Do seu casamento com o primo, Alfonsino, não houve descendência.
Do se segundo casamento, com Alderano, nasceram oito filhos, dos quais dois morreram ainda no berço:
1. Carlos I (Carlo) (1581-1662), que sucedeu ao avô como Príncipe Soberano de Massa e Marquês Soberano de Carrara em 1623;
2. Francisco (Francesco) (1584-1616), Patrício Romano e Patrício Genovês, Patrício de Pisa e Florença, Patrício Napolitano, Nobre de Viterbo;
3. Eduardo (Odoardo) (1585-1612), Patrício Romano e Patrício Genovês, Patrício de Pisa e Florença, Patrício Napolitano, Nobre de Viterbo, Coronel da armada espanhola;
4. César (Cesare) (nascido e morto em Ferrara em 1587);
5. Vitória (Vittoria) (1588-1635) casou com Ercole Pepoli, Conde de Castiglione e do Sacro Império, Patrício de Bolonha e Senador de Bolonha;
6. Fernando (Ferdinando) ( 1590-1623), Sacerdote, Canónico da Catedral de Gênova;
7. Alexandre (Alessandro) (1594-1639), Cavaleiro da Ordem de Malta;
8. Afonso (Alfonso) (nascido e morto em 1596).